# Einar Karlsson (zapaśnik)
Erik David Einar Karlsson (ur. 1 września 1908 w Sztokholmie, zm. 17 lutego 1980 tamże) – szwedzki zapaśnik, dwukrotny medalista olimpijski.
Brał udział w dwóch igrzyskach olimpijskich (IO 32, IO 36), na obu zdobywał brązowe medale. W 1932 był trzeci w wadze piórkowej w stylu wolnym, w 1936 trzeci w tej samej kategorii w stylu klasycznym. Wywalczył trzy medale mistrzostw Europy, wszystkie w stylu klasycznym. W 1933 był drugi w wadze do 66 kilogramów, rok później trzeci. Po brązowy medal sięgnął również w 1937, tym razem w wadze do 61 kilogramów.